# William Mattus
William Mattus (ur. 17 kwietnia 1964) – kostarykański sędzia piłkarski. Sędziował dwa mecze mundialu 2002 (Ekwador - Chorwacja i Japonia - Belgia).